# 제14회 일본 참의원 의원 통상선거
제14회 일본 참의원의원 통상선거는 1986년 7월 6일에 시행된 일본 참의원의원의 선거이다. 제38회 중의원의원 총선거와 함께 시행되었다.

## 선거 정보

### 투표일
- 1986년 7월 6일

### 선거권자
- 선거권자 86,426,845명

## 선거 결과

### 투표자수
- 전국구 61,643,272명
- 지역구 61,673,370명

### 투표율
- 전국구 - 71.32%

- 남성 : 70.14%
- 여성 : 72.44%

- 지역구 - 71.36%

- 남성 : 70.17%
- 여성 : 72.47%

### 정당별 획득 의석
| 정당명       | 개선 | 비개선 | 합계 |
| ------------ | ---- | ------ | ---- |
| 여당         | 73   | 71     | 144  |
| 자유민주당   | 72   | 70     | 142  |
| 신자유클럽   | 1    | 1      | 2    |
| 야당         | 57   | 52     | 109  |
| 일본사회당   | 20   | 21     | 41   |
| 공명당       | 10   | 14     | 24   |
| 일본공산당   | 9    | 7      | 16   |
| 민사당       | 5    | 7      | 12   |
| 샐러리맨신당 | 1    | 2      | 3    |
| 제2원클럽    | 1    | 1      | 2    |
| 세금당       | 1    | 1      | 2    |
| 사회민주연합 | 0    | 1      | 1    |
| 무소속       | 4    | 1      | 5    |
| 합계         | 126  | 125    | 251  |

### 주요 정당
| - 자유민주당 - 142석 | 총재 나카소네 야스히로 | 부총재 니카이도 스스무 | 간사장 가네무라 신 |

| - 일본사회당 - 41석 | 중앙집행위원장 이시바시 마사시 | 서기장 다나베 마코토 |

| - 공명당 - 24석 | 중앙집행위원장 다케이리 요시가쓰 | 서기장 야노 준야 |

| - 일본공산당 - 16석 | 중앙위원회의장 미야모토 겐지 | 간부회위원장 후와 데쓰조 | 서기국장 가네코 미쓰히로 |

| - 민사당 - 12석 | 중앙집행위원장 쓰카모토 사부로 | 서기장 오우치 게이고 |

| - 신자유클럽 - 2석 | 대표 다가와 세이이치 | 간사장 야마구치 도시오 |

| - 사회민주연합 - 1석 | 대표 에다 사쓰키 | 부대표 안도 진베이 오오시바 시게오 | 간사장 나라자키 야노스케 |

## 선거 이후
- 선거에서 승리한 자유민주당에서는 신자유클럽과의 연립에 대한 재검토 주장이 제기되기 시작했으며, 곧 연립이 해소되었다.